# كلوتريمازول
كلوتريمازول (Clotrimazole) مضاد فطري مستخدم بكثرة في معالجة العدوى الفطرية في البشر والحيوانات، مثلا داء المبيضات والقوباء الحلقية. كما يستخدم في معالجة سعفة القدم وتعفن سكروت. وهو يستعمل بشكل موضعي ككريم إذ يوضع مباشرة على الجلد في حالات الإصابة بمرض الفطر الجلدي.

## الاستعمالات الطبية
هو من الأدوية المتاحة بدون وصفة ومتوافر في عدة أشكال صيدلانية، مثلا في شكل مرهم أو بخاخ (spray) أو غيرها.
و يستخدم لمعالجة:
العدوى الفطرية السطحية في الجلد التي تسببها الفطريات الجلدية والخمائر، السعْفةٌ المُبرْقشةٌ، النُخالِيّة المُبرْقشة، علاج المبيضات والمبيضات المهبلية.